# Máiréad Tyers
Máiréad Tyers est une actrice irlandaise.

## Biographie
Máiréad Tyers est originaire de Ballinhassig (comté de Cork, en Irlande). Elle travaillait dans un cinéma avant de décrocher son rôle dans Extraordinary. Elle a commencé par jouer au Granary Theatre de Cork avant une audition réussie pour la Royal Academy of Dramatic Art (RADA) en 2017. Au cours de sa dernière année à la RADA, elle joua Lady Macbeth sur scène, et, peu de temps après son départ, un petit rôle dans le drame pour adolescents de ITVX Tell Me Everything.

## Carrière
Pendant son séjour à la RADA, Tyers a eu une audition réussie avec Kenneth Branagh et est donc ensuite apparue dans son film Belfast. Elle est apparue dans la pièce Changing the Sheets au Dublin Fringe Festival en 2021 et a également joué au Edinburgh Festival Fringe en 2022.
En 2023, Tyers est apparue dans le rôle de Jen dans la série de Disney+ Extraordinary, un rôle pour lequel elle a été choisie et a commencé à tourner fin 2021. Tyers a dit de son personnage « J'aime Jen, c'est une abrutie ». En parlant de Tyers, Ed Power dans The Irish Times l'a qualifiée de « performance exceptionnelle » d'une « star en devenir ». La série qui dit qu'il s'agit de chérir votre « bien-être général » a été attrayante pour Tyers immédiatement, a-t-elle dit à Collider à cause du scénario d'Emma Moran, avec Tyers disant:
« L'écriture est tellement brillante et c'est assez unique dans la mesure où je pense que c'est de l'humour qui est assez actuel. C'est tout à fait notre groupe d'âge, très actuel, mais d'une manière ou d'une autre [Emma’s] l'a écrit de telle façon que j'ai l'impression que ça va correspondre pour des tas de groupes d'âge différents, que vous ayez traversé cette période de votre vie ou que ce soit devant vous. Et je veux dire, les personnages sont tellement drôles. La première scène que j'ai lue était la scène de l'interview au tout début. Et j'étais juste comme, c'est absolument hilarant. L'idée que cette fille doit le faire, elle ne peut s'empêcher d'être complètement honnête et tout se déchaîne complètement et c'est en quelque sorte honnête sans vergogne, et pas enrobé de sucre. »
Tyers a un rôle à venir dans la comédie dramatique d'époque My Lady Jane, et le prochain film britannique Borderland.

## Filmographie

### Cinéma
- 2021 : Belfast de Kenneth Branagh : Tante Eileen
- 2023 : Dead Shot (en) de Tom and Charles Guard : Carol

### Séries télévisées
- 2022 : Tell Me Everything de Mark O'Sullivan : Orla (1 épisode)
- 2023 - 2024 : Extraordinary : Jen
- 2024 : My Lady Jane (en) : Susannah (4 épisodes)

### Courts métrages
- 2024 : Meat Puppet de Eros V
- 2020 : The Unravelling de Anne Musisi : Abi